# دارين ميدلتون
دارين ميدلتون (بالإنجليزية: Darren Middleton)‏ هو موسيقي أسترالي، ولد في 4 أكتوبر 1971 في بريزبان في أستراليا.

## وصلات خارجية
- دارين ميدلتون على موقع ميوزك برينز (الإنجليزية)
- دارين ميدلتون على موقع ديسكوغز (الإنجليزية)